# Der Hofnarr
Der Hofnarr ist eine US-amerikanische Filmkomödie aus dem Jahr 1955 mit Danny Kaye, Glynis Johns, Basil Rathbone, Angela Lansbury und Cecil Parker in den größeren Rollen. Regie, Drehbuch und Produktion übernahmen Melvin Frank und Norman Panama. Obwohl der Film ein finanzieller Flop war, hat er sich über Jahrzehnte einen Kultstatus erarbeitet und erhält heute sehr gute Kritiken. Die erste deutsche Kinoversion lief unter dem Titel Der schwarze Fuchs.

## Handlung
England im 13. Jahrhundert. Die königliche Familie ist durch den tyrannischen Roderich ermordet worden, der sich des Throns bemächtigt hat. Doch eine Gruppe Geächteter unter der Führung des „Schwarzen Fuchses“ konnte den letzten rechtmäßigen Thronerben, ein Baby, retten und führt nun einen Partisanenkrieg gegen den verhassten König. Roderich will daher durch die Heirat seiner verwöhnten Tochter Gwendolyn mit dem grimmigen Schotten Sir Griswold von MacIlwain ein Bündnis schließen. Dies geschieht jedoch sehr zum Missfallen von Gwendolyn („Er ist ein Flegel und ein Scheusal …“) und Roderichs mächtigstem Berater Ravenhurst, der fürchtet, dass das Bündnis seine Vertrauensstellung beim König beeinträchtigt.
In einer musikalischen Einführungsszene verkleidet sich der ehemalige Jahrmarktskomödiant Hubert Hawkins zusammen mit seinen Schaustellerkollegen (einer Gruppe kleinwüchsiger Artisten) als der Schwarze Fuchs. Doch Hubert hat, obwohl er gerne kämpfen würde, nur zwei Aufgaben: Einerseits die Rebellen unterhalten, andererseits auf das königliche Kind aufpassen. Hingegen darf die von ihm bewunderte Jungfer Jean – in männlicher Uniform – dem Schwarzen Fuchs als Hauptmann dienen. Auf der Flucht vor den Truppen des Königs, bei der der Säugling in einem leeren Weinfass transportiert wird, kommen sich Jean und Hawkins in einer Holzfällerhütte näher. Dort begegnen sie durch Zufall dem italienischen Hofnarren Giacomo, dem „König der Narren und Narr der Könige“, der für Roderichs Hof engagiert wurde. Da Giacomo als neuer Hofnarr Zutritt zu den Gemächern des Königs besitzt und am Hof noch nicht bekannt ist, schlägt Jean ihn nieder: Hawkins soll als Giacomo verkleidet das Vertrauen des Königs gewinnen und einen Schlüssel stehlen, der einen Geheimgang zum Schloss öffnen und so einen Angriff der Rebellen aufs Schloss ermöglichen kann.
Jean will das Baby in Sicherheit bringen, wird aber von der Hofgarde des Königs überrascht, die für den lüsternen Roderich auf der Suche nach den „lieblichsten Maiden des Landes“ sind. Zusammen mit dem versteckten Kind wird Jean zum Schloss geführt. Hawkins trifft nach ihr als Giacomo getarnt am Königshof ein. Er ahnt nicht, dass der echte Giacomo nicht nur als Hofnarr tätig ist, sondern auch ein von Lord Ravenhurst engagierter Auftragsmörder ist. Auf der Suche nach seinem Kontaktmann im Schloss kommt es zu einer folgenschweren Verwechslung. Statt seines tatsächlichen Verbündeten, des als Stallknecht getarnten Fergus, sieht er irrtümlich Ravenhurst als seinen Kontaktmann an. Er wird dem König vorgestellt und verspricht, diesem eine geeignete Frau aus den kürzlich eingetroffenen auszuwählen.
Inzwischen hat sich Prinzessin Gwendolyn noch immer nicht mit der geplanten Heirat mit Griswold abgefunden und will sich und ihre Beraterin in Liebesdingen, die Hexe Griselda, die ihr einen romantischen Liebhaber versprochen hatte, mit einem Todestrank umbringen. Als im selben Moment Hawkins bei Hofe auftaucht, kann sich Griselda mit dem Versprechen retten, dass gerade er Gwendolyns wahre Liebe sei. Sie verspricht, dass er die Prinzessin noch in dieser Stunde besuchen werde. So besucht Griselda Hawkins in seinen Gemächern und verzaubert ihn mit ihrem bösen Blick. Sie bringt ihn durch Hypnose in die Rolle eines feurigen und leidenschaftlichen Liebhabers, der die Prinzessin besuchen soll, um sie zu verführen. Dabei reicht ein Fingerschnipp aus, um Hawkins wieder aus seiner Rolle zu befreien, und ein weiterer, um ihn wieder hineinzuversetzen. Derart verzaubert macht sich Hawkins auf den Weg zur Prinzessin. Unterwegs begegnet er Jean, die er aufgrund seines Banns aber nicht erkennt. Sie hat inzwischen den Schlüssel zum Geheimgang aus dem Raum des Königs entwendet und gibt ihn Hawkins. Als im selben Moment König Roderich hinzukommt, hält er Jean für die von Giacomo für ihn ausgewählte Frau und will sie beim Turnier an seiner Seite sitzen lassen. Hawkins besucht nun die Prinzessin und überzeugt sie mühelos von seiner erotischen Entflammtheit für sie. Als sich beide näherkommen, entdeckt Gwendolyn den Schlüssel zum Geheimgang und fasst den Plan, zusammen mit Hawkins durch den Geheimgang zu fliehen. Sie nimmt den Schlüssel an sich und gibt Hawkins im Austausch ihr seidenes Taschentuch als Symbol ihrer Liebe. Beide werden durch den Besuch des Königs unterbrochen: Giacomo kann sich zwar verstecken, aber der König entdeckt den Schlüssel und nimmt ihn wieder an sich.
Hawkins, immer noch unter dem Bann Griseldas, besucht nun Ravenhurst, der ihm zwei Aufträge gibt: den Mord an drei anderen Beratern des Königs (Brockhurst, Finsdale und Pertwee), die das Bündnis mit Griswold befürworten, sowie die Entführung der Prinzessin aus dem Schloss. Nach Hawkins Rückkehr zu Griselda befreit diese ihn vom Bann. Durch Zufall belauscht Griselda die drei Berater des Königs, welche gegen Ravenhursts Mordpläne Verdacht geschöpft haben und alles für die erfolgreiche Heirat tun wollen. Griselda vergiftet daher die Tränke der drei Berater beim abendlichen Fest, und nach einem Trinkspruch brechen sie tot zusammen. Beim Bankett anlässlich der Bekanntgabe der Vermählung der Prinzessin wird Hawkins zur Unterhaltung gerufen, kann sich aber aufgrund Griseldas Zauberkraft seit seiner Ankunft an nichts mehr erinnern. Als Sir Griswold kurz darauf bei Hofe eintrifft, um die Heirat und das Bündnis zu vollziehen, schreitet die Prinzessin ein: Sie enthüllt Hawkins alias Giacomo als ihren Geliebten. Als ihr seidenes Taschentuch als Beweis ihrer Liebe vorgezeigt wird, lässt der König den ahnungslosen Hawkins in den Kerker sperren.
Durch die scheinbar perfekte Ausführung seiner Pläne ist Ravenhurst zunächst zufrieden, erfährt dann aber von dem Verbindungsmann, der Giacomo angeworben hat, dass es sich nicht um den echten Giacomo handelt. Ravenhurst vermutet daraufhin, dass es sich bei einem solch kühnen Betrüger nur um den Schwarzen Fuchs handeln kann. Aufgrund dieser Überlegung fasst er den Plan, Griswold vom angeblichen Schwarzen Fuchs auf dem Turnier, das am nächsten Tag stattfindet, beseitigen zu lassen. Er unterbreitet König Roderich den Vorschlag, den Hofnarren zum Ritter zu schlagen, damit Griswold diesen töten könne. Hawkins wird am nächsten Tag mit dem Versprechen, er könne nach dem Ritterschlag die Prinzessin heiraten, wider Willen in kürzester Zeit durch alle Ritterprüfungen gejagt. Inzwischen konnte Jean den Schlüssel zum Geheimgang wieder an sich nehmen, erfährt vom Vorhaben des Königs und warnt Hawkins. Doch ehe dieser fliehen kann, findet er sich in der Zeremonie wieder, wird zum Ritterschlag gezwungen und von Griswold wie erwartet zum Duell gefordert.
Fergus schickt den Schlüssel und eine Nachricht per Brieftaube an den Schwarzen Fuchs, wird dabei aber von Ravenhursts Männern gefasst. Unterdessen ist der Geheimgang zum Schloss eingestürzt, durch den der Fuchs zu Hawkins kommen und für diesen kämpfen wollte; Platz im Tunnel ist allenfalls nur noch für ein Kind. Der Schwarze Fuchs beschließt, Hawkins’ kleinwüchsige Schaustellerkollegen zu Hilfe zu holen. Griselda will das Duell mit einem vergifteten Trank zugunsten von Hawkins entscheiden. Doch der Versuch schlägt wegen des zu komplizierten Merkreimes für das Gift fehl, überdies hat auch Griswold vom Spruch erfahren. Durch einen Zufall gewinnt Hawkins das Duell, lässt Griswold aber am Leben und mit seiner Armee davonziehen.
Inzwischen hat der gefangene Fergus gestanden und Ravenhurst erfährt vom königlichen Kind im Schloss. Hawkins und Jean werden als Verräter entlarvt. Gleichzeitig konnten aber Hawkins Schaustellerkollegen durch den Geheimgang unbemerkt ins Schloss eindringen. Bei dem einberufenen Standgericht gegen Hawkins und Jean greifen sie ein und überrumpeln die Hofgesellschaft. Jean kann dem Schwarzen Fuchs und seinen Verbündeten das Tor des Schlosses öffnen. Schließlich kommt es zum Kampf zwischen Hawkins und Ravenhurst. Griselda setzt erneut ihren bösen Blick ein, und so nimmt durch Hawkins’ „gespaltene Persönlichkeit“ der Fechtkampf immer wieder überraschende Wendungen. Letztlich wird Ravenhurst durch Hawkins Freunde überrumpelt und ins Meer katapultiert.
Gerade als der Sieg durch den Schwarzen Fuchs verkündet wird, tritt der von Roderichs Anhängern zurückgerufene Griswold wieder ins Schloss. Hawkins kann gerade noch einen erneuten Kampf verhindern, entlarvt König Roderich als Verräter und zeigt als Beweis das königliche Muttermal des Kindes. Griswold und der restliche Hofstaat erkennen den rechtmäßigen König an.

## Hintergründe
Nachdem sie gemeinsam im Vorjahr mit Die Lachbombe (1954) einen Erfolg erzielt hatten, arbeiteten Komiker Danny Kaye und das Filmemacher-Duo Melvin Frank und Norman Panama erneut zusammen. Mit über vier Millionen Dollar Produktionskosten war Der Hofnarr zum damaligen Zeitpunkt ein teurer Film, besonders für eine Komödie, was nicht zuletzt an den aufwendigen Kulissen und der großen Besetzung lag. An den Kinokassen spielte der Film 2,2 Millionen ein und wurde damit ein heftiger Flop. Im Laufe der Jahrzehnte wurde er jedoch in den USA wie international ein beliebter und unzählige Male wiederholter Fernsehfilm.
Viele Anspielungen des Films lassen sich nur im englischen Sprachraum und mit Kenntnissen aus der englisch-amerikanischen Filmwelt verstehen. Der Hofnarr greift viele typische Klischees und Plattitüden aus den damaligen Mantel-und-Degen-Filmen auf und macht sich über diese lustig. Etwa die schönen mittelalterlichen Damen, die finsteren Soldaten oder die Ritter mit obskuren Bärten, jeweils mit seltsamen Kostümen ausgestattet. Nicht zuletzt ist die Komödie vor allem eine Parodie des Filmklassikers Robin Hood, König der Vagabunden (The Adventures of Robin Hood) mit Errol Flynn in der Titelrolle aus dem Jahr 1938. Der australische Schauspieler Edward Ashley, der hier als „Der Schwarze Fuchs“ eine Parodie auf Robin Hood spielt, ähnelte seinem australischen Landsmann Errol Flynn auch äußerlich. An mehreren Stellen nimmt Der Hofnarr direkten Bezug auf Flynns Robin Hood: So verkleiden sich die Männer des Schwarzen Fuchses wie im Flynn-Film als Mönche, um ins Schloss zu kommen; außerdem schwingt sich Danny Kaye in übermütiger Weise auf einer Weinranke zur Prinzessin hinauf, wie auch Flynn in Robin Hood.
In Robin Hood, König der Vagabunden hatte Basil Rathbone auch schon den Bösewicht Guy of Gisbourne gespielt, wo er ebenfalls in einem finalen Schwertkampf besiegt wurde. Mit der Rolle des Sir Ravenhurst in diesem Film parodierte Rathbone sein Schurkenimage. Rathbone galt als bester  Fechter in Hollywood und sagte über Danny Kaye, der niemals zuvor gefochten hatte, er sei ein Naturtalent. Kaye sei nach lediglich drei Wochen Training so gut gewesen wie er selber. Auch andere Schauspieler des Filmes hatten bereits fast die gleichen Rollen in ernsthaften Abenteuer- und Ritterfilmen gespielt, darunter  Mildred Natwick (z. B. als Dienerin einer Prinzessin in Gegen alle Flaggen), Angela Lansbury (z. B. als Königin in Die drei Musketiere).

## Legendäres Wortspiel
Der Hofnarr enthält einen mittlerweile legendären und häufig unter Kennern des Films rezitierten Dialogsatz über ein vergiftetes Getränk:
Die Hexe Griselda hat einen der Weinbecher vergiftet, mit denen vor dem Duell angestoßen wird, sodass Griswold stirbt, bevor er Hawkins im Duell töten kann. Jean versucht ihm mit Hilfe eines Reimes zu helfen, sich zu merken, welcher der Becher das Gift enthält:

„Der Wein mit der Pille ist in dem Becher mit dem Fächer, der Pokal mit dem Portal hat den Wein gut und rein.“

Im Original:

“The pellet with the poison’s in the vessel with the pestle; the chalice from the palace has the brew that is true.”

„Das Kügelchen mit dem Gift ist in dem Gefäß mit dem Stößel; der Becher aus dem Palast hat das richtige Gebräu.“

Jedoch hat Hawkins nicht nur erhebliche Schwierigkeiten, sich den Reim zu merken – er erfindet ständig ähnlich klingende Varianten („Der Fächer mit dem Portal hat den Pokal […]“ – „Die Pille mit dem Fächer ist im Becher mit dem Pokal“), sondern durch ein Missgeschick wird auch noch der Wein verschüttet und eins der Gefäße zerstört. Gerade als Hawkins den Reim endlich richtig aufsagen kann, teilt ihm Griselda mit, dass der „Pokal mit dem Portal“ zerbrochen sei und ersetzt wurde durch „einen Kelch mit einem Elch“.
Als neuen Spruch soll Hawkins sich merken:

„Der Wein mit der Pille ist im Kelch mit dem Elch. Der Becher mit dem Fächer hat den Wein gut und rein.“

Im Original:

“The pellet with the poison’s in the flagon with the dragon! The vessel with the pestle has the brew that is true!”

„Das Kügelchen mit dem Gift ist in dem Krug mit dem Drachen; das Gefäß mit dem Stößel hat das richtige Gebräu.“

Zu allem Überfluss erschwert Griselda die Sache also dadurch, dass das Gefäß, das zuvor die Pille und den vergifteten Wein enthielt, nun den unvergifteten, reinen Wein enthält.
Zufällig hört allerdings ein Getreuer Griswolds aus der Nähe das Gespräch. Der erzählt seinem Herrn davon, der nun seinerseits versucht, den Reim zu merken, sich dabei aber genauso schwer tut wie Hawkins.
Hawkins kommt auf dem Weg zum Duell vollends durcheinander, aber nicht nur er. Denn sein Kontrahent versucht ebenfalls, sich den Reim zu merken, und beide treffen aufeinander, jeweils verschiedene Varianten ihrer Verse vor sich hin murmelnd. Am Schluss dieser Szene greift Hawkins trotzdem zum falschen Gefäß, versucht dann noch, das seines Gegners zu erwischen und sorgt damit dafür, dass der ganze Trinkspruch durch einen Einspruch des Königs ausfällt.
Die Szenen werden komödiantisch noch auf die Spitze getrieben, indem Hawkins’ Rüstung zuvor vom Blitz getroffen wurde und seitdem immer wieder nebenher starke magnetische Effekte zeigt, während sich Hawkins, später zusammen mit Griswold, die Reime einzuprägen versucht.
Kayes Tochter Dena erzählte, ihr Vater sei damals in der Öffentlichkeit ständig mit dem Wortspiel über den „Becher mit dem Fächer“ etc. angesprochen worden. Das ganze Wortspiel gehört zu den „400 classic movie phrases“, die vom American Film Institute (AFI) 2005 nominiert worden sind für ihr „AFI’s 100 Years… 100 Movie Quotes“.

## Synchronisation
Die deutsche Synchronbearbeitung entstand 1956 in den Ateliers der Berliner Synchron GmbH Wenzel Lüdecke in Berlin. Das Dialogbuch verfasste Fritz A. Koeniger, Synchronregie führte Klaus von Wahl.
| Rolle                                                 | Darsteller       | Synchronsprecher       |
| ----------------------------------------------------- | ---------------- | ---------------------- |
| Hubert Hawkins, ein Jahrmarktsgaukler                 | Danny Kaye       | Georg Thomalla         |
| Jungfer Jean, Hauptmännin der Rebellen                | Glynis Johns     | Margot Leonard         |
| Sir Ravenhurst, Berater des Königs                    | Basil Rathbone   | Erich Fiedler          |
| Prinzessin Gwendolyn von England                      | Angela Lansbury  | Gudrun Genest          |
| König Roderich von England                            | Cecil Parker     | Alfred Haase           |
| Griselda, Hexe und Beraterin Gwendolyns               | Mildred Natwick  | Ursula Krieg           |
| Sir Griswold von MacElwain, ein schottischer Adeliger | Robert Middleton | Wolf Martini           |
| Der Schwarze Fuchs, Anführer der Rebellen             | Edward Ashley    | Wolfgang Eichberger    |
| Hauptmann der Hofgarde                                | Herbert Rudley   | Hans W. Hamacher       |
| Sir Locksley, Ravenhursts rechte Hand                 | Michael Pate     | Peter Elsholtz         |
| Fergus, Stallknecht und Kontaktmann der Rebellen      | Noel Drayton     | Clemens Hasse          |
| Giacomo, ein italienischer Hofnarr und Auftragsmörder | John Carradine   | Klaus Miedel           |
| Sir Finsdale, 2. ermordeter Berater Roderichs         | Lewis Martin     | Paul Wagner            |
| Sir Pertwee, 3. ermordeter Berater Roderichs          | Patrick Aherne   | Friedrich Joloff       |
| Sir Bertram, Ravenhursts Kontaktmann in Italien       | Leo Britt        | Horst Niendorf         |
| Erzähler (am Filmanfang)                              | ???              | Ernst Wilhelm Borchert |

## Kritiken
„Eine amüsante Parodie auf alle grimmig-ernsten Ritterfilme der großen Robin-Hood-Familie, auf die Abenteuer im Kostüm des waffenklirrenden Mittelalters und die Männlichkeit eines Errol Flynn. Danny Kaye prägt in einer Bombenrolle das Geschehen, aber auch die Inszenierung überzeugt durch Elan und Tempo und persifliert geschickt das naive Pathos.“

„Hofintrigen, eine Romanze und köstlich-komische Situationen geben Kaye Gelegenheit, sein großes Komikertalent voll zu entfalten. (Wertung: 3 Sterne – sehr gut)“

„Eine teilweise köstliche Parodie auf die zahlreichen Ritterfilme. Bombenrolle für Danny Kaye, aber auch die Regie zeigt überlegenen Witz. Etwa ab 14.“

## Auszeichnungen
- Golden Globe Award – Nominiert als Bester Film (Komödie/Musical)
- Aufnahme in das National Film Registry 2004

## Medien

### DVD-Veröffentlichung
- Der Hofnarr. Paramount Home Entertainment 2007.

## Soundtrack
- Sylvia Fine, Sammy Cahn: The Court Jester. The Original Motion Picture Soundtrack. Auf: Hans Christian Andersen · The Court Jester. Danny Kaye in The Original Motion Picture Soundtrack Recordings. Varèse Sarabande, Studio City 1994, Tonträger-Nr. VSD-5498 – digital überarbeitete Original-Aufnahme der Filmmusik, eingespielt unter der Leitung von Vic Shoen.